# 알린 달
알린 달(영어: Arlene Dahl, 1925년 8월 11일~2021년 11월 29일)은 미국의 배우이다.